# アルテミジア・ジェンティレスキ
アルテミジア・ロミ・ジェンティレスキ（Artemisia Lomi Gentileschi、1593年7月8日 - 1652年）は、17世紀イタリア、カラヴァッジオ派の画家。フィレンツェの美術アカデミーにおける初の女性会員。当時としては珍しい女性の画家であったこと、その生涯においてレイプ事件の被害を訴訟した公文書が残ることなどから、ジェンダー研究の対象としても知られる。

## 生涯

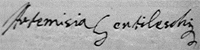
アルテミジアのサイン

アルテミジアは1593年7月8日、ローマで地位を得た画家のオラツィオ・ジェンティレスキ (1563-1639) の第一子として生まれた。 父の工房で弟たちとともに絵画を学びはじめるが、彼らよりも際立って優れた才能をみせた。アルテミジアは父よりデッサン、色彩、明暗法などを習得、父の技巧を継承した。父の画法は、カラヴァッジオ派の画風を明瞭に伝えるものであったので、彼女も深くその影響をうけた。初期の作品に『スザンナと老人たち』がある。

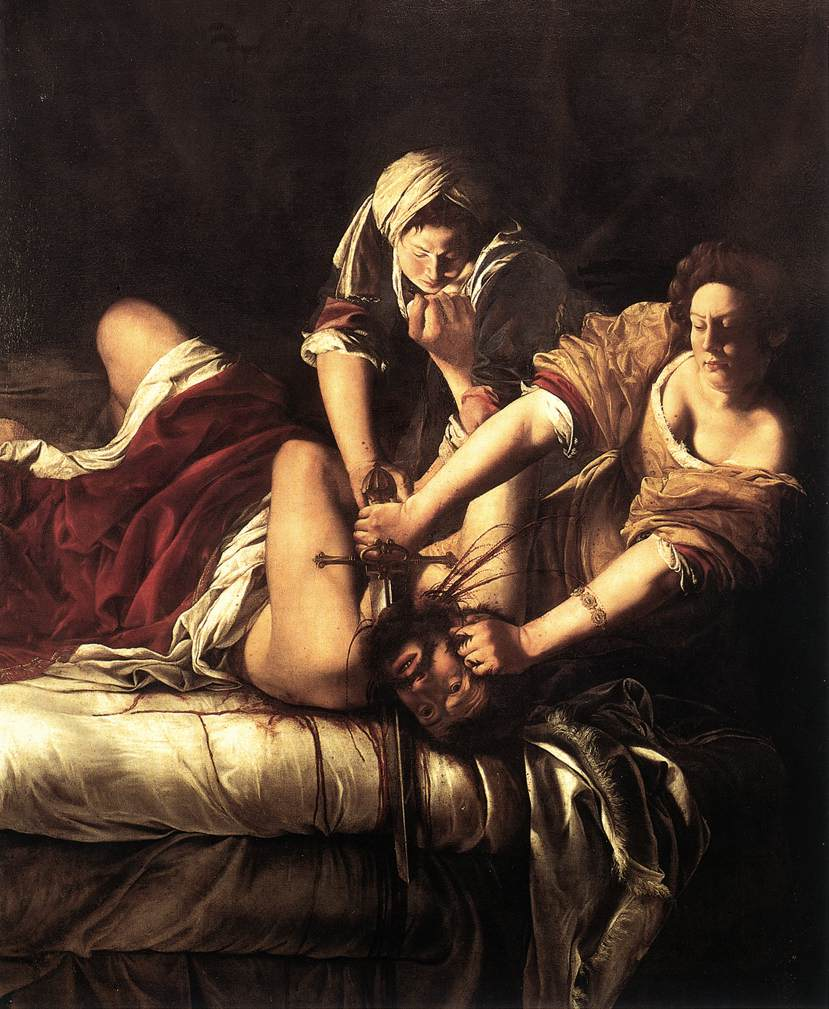
『ホロフェルネスの首を斬るユーディット』。ウフィツィ美術館所蔵。

### レイプ裁判
アルテミジアはそのあり余る才能にも拘らず、女性であるがゆえに美術のアカデミズムと接触することは決して叶わなかった。1612年（一説には1611年）、父オラツィオはアゴスティーノ・タッシとともに、ローマのパラヴィチーニ・ロスピギオージ・パレスの装飾に取りかかった。オラツィオは娘アルテミジアにトスカーナ派の技法を身につけさせるため、私的にタッシを教師として雇ったのだが、タッシはアルテミジアに虚偽の結婚を約束し性的関係をもち、それは父の知るところとなる。激怒したオラツィオはタッシを強姦者として教会に訴えた。その裁判において、アルテミジアは身体検査や取り調べで指をいためつける拷問をされるなど、いわゆるセカンド・レイプを公からうけることになった。アルテミジアは他の男友達とも関係があった、タッシとは親密な仲だったなど、タッシの友人らの証言により、最終的にタッシは無罪放免となり、アルテミジアには「売春婦」、「だらしない女」というレッテルが貼られた。1612年から1613年にかけて描かれた『ホロフェルネスの首を斬るユーディット』は、そういった男性社会に対するアルテミジアの心理が、ユダヤの女性英雄の姿を借りて表されているというのが現代の見方である。当時のローマでは公開処刑が頻繁で、カラヴァッジオも斬首された瞬間の人物を描き、上流階級のサロンで残酷な詩の朗読が流行るなどしていたため、アルテミジアの力強いユーディットは先の裁判もあって注目を集め、画家として知名度を大きく引き上げた。

### フィレンツェ時代

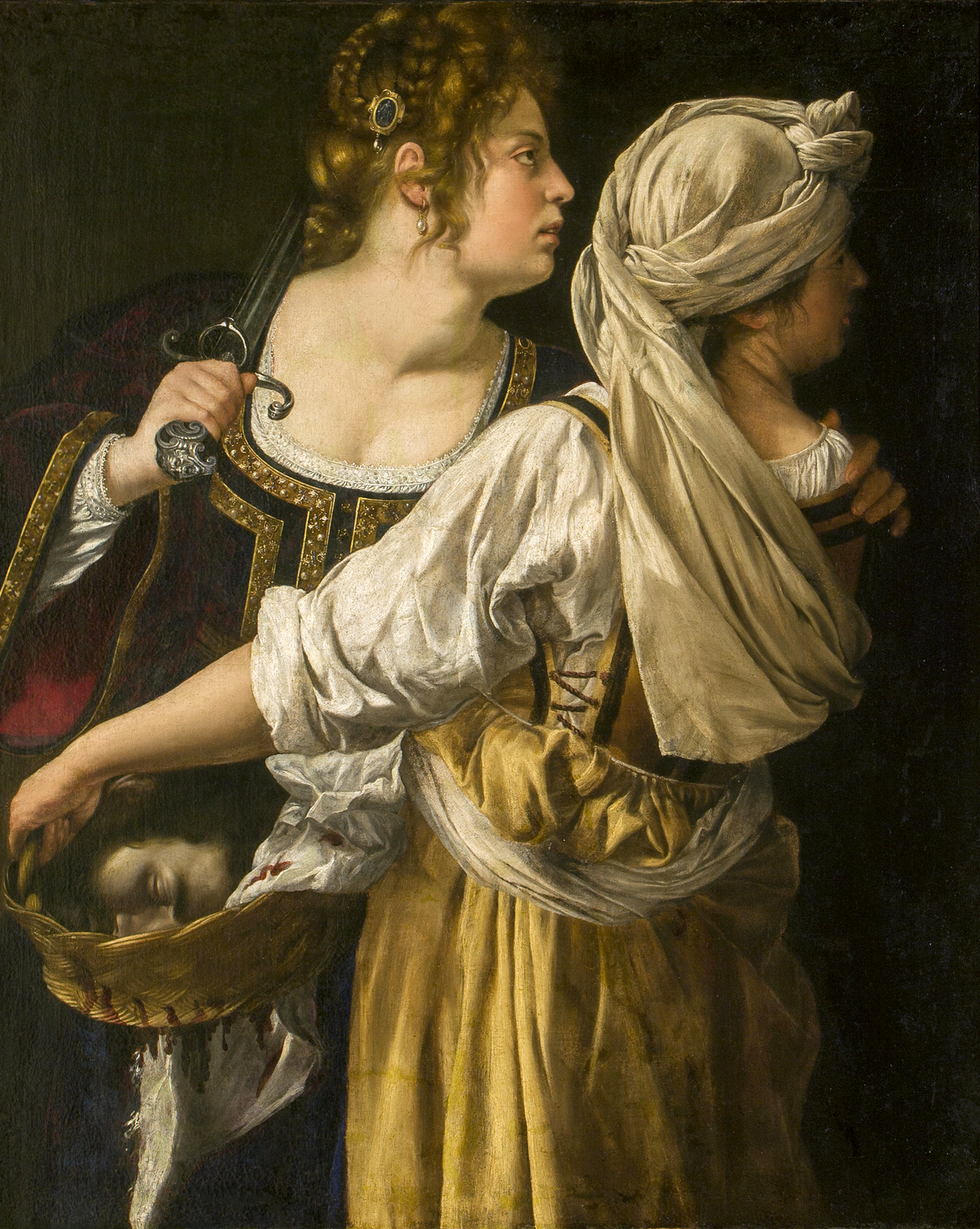
『ユディトとその侍女』。パラティーナ美術館所蔵。

裁判からおよそ1か月後、アルテミジアの名誉を回復する目的で、父オラツィオは彼女をフィレンツェの芸術家、ピエール・アントニオ・シアテッシと結婚させた。アルテミジアはこの夫とフィレンツェへ移住、4人の息子と1人の娘（こどもの人数については諸説あり）を持った。フィレンツェの芸術院では最初の女性会員としてAccademia del Disegno （絵画アカデミー）に受け入れられ、クリストファーノ・アローリらの著名画家とも親交をもった。フィレンツェでの成功はめざましく、メディチ家の大公コジモ2世やクリスティナ大公妃の知己を得た。また、学者のガリレオ・ガリレイとの手紙のやりとりも現存している。フィレンツェにおいては Allegoria dell'Inclinazione、La conversione della Maddalena（ピッティ宮所蔵）などの作品を残した。

### 離婚後
しかしアルテミジアは1621年、フィレンツェから生地のローマへ戻る。その目的は一説には娘の養育のためだともいわれている。その頃のローマではカラヴァッジオ派（カラバジェスキ）が大流行しており、ヨーロッパ全土から芸術家が大挙し集まっていた。 彼女はローマの芸術院Accademy of Desiosiに所属し、また人文主義者で芸術愛好家のカッシアーノ・ダル・ポッツォと親交を結んだ。しかしローマでは期待したほどの評価が得られず、1627年ヴェネツィアへ移住する。この時期の作品としては『ゴンファロニエーレの肖像』や『ユーディットと侍女』、『エステルとアハシュエロス』、『眠れるヴィーナス（ヴィーナスとキューピッド）』などがある。
1630年、絵画の市場を求めてナポリへ移住。以後は短いロンドンへの旅行などを除いて、ここを本拠として活動した。アルテミジアにとってナポリは第二の故郷といえる都市である。この地では後に彼女の子供が結婚をしている。ナポリ滞在は、教会の大聖堂の絵画を描くことからはじまった。『ポッツーリ円形劇場のサン・ジェナイオ』がそれである。ナポリで彼女は再び、ユーディット、スザンナ、マグダラのマリアなどの主題をあつかい、優れた絵画の能力を発揮した。
1638年アルテミジアはロンドンに旅行し父と再会している。父オラーツィオは王室のチャールズ1世お抱えの宮廷画家となっており、宮殿の天井画を手掛けていた。この仕事をアルテミジアも手伝い、1639年の父の突然死のあともなおロンドンに滞在したが、1642年のイングランド内戦のはじまり（清教徒革命）とともにイギリスを離れたと推測される。その後ナポリへ戻り、1652年に死去した。晩年の作品として『ロザリオの聖母子』などがある。

### 没後
1970年代に、フェミニストによる美術史における女性芸術家の再評価が行なわれ、アルテミジアはフェミニズム美術史家たちの象徴的存在となった。

## 参照
1. ↑  The Independent 30 September 2005, Tom Lubbock, Great Works, Judith and her Maidservant, p.30 Review Section, dates 1593-1652 given
2. ↑  『「名画」と読む危険な美女』川井ササ、PHP研究所, 2014、p98
3. ↑  “もはやアートに「男性目線」はいらない？”.   cafeglobe (2018年8月9日). 2018年8月16日閲覧。
4. 1 2 3  三谷紗世「＜研究ノート＞アルテミジア・ジェンティレスキとユディト像の展開 : バロック期のフィレンツェにおける一女性画家が描いた象徴」『関学西洋史論集』第30巻、関西学院大学、2007年3月、37-52頁、ISSN 03860043、NAID 110006482131。

## 映画
- 『アルテミシア（英語版）』アニエス・メルレ監督作品（1997年）フランス、イタリア合作

## 外部サイト
- The Life and Art of Artemisia Gentileschi（英語）
- Artemisia, The Rape and the Trial（英語）
- a woman like that, 2010 documentary film
- Tragedy to Triumph: The Story of Artemisia Gentileschi